# 창녕 나들목
창녕 나들목(Changnyeong IC)은 대한민국 경상남도 창녕군 대지면 효정리와 창녕읍 직교리에 걸쳐 있는 중부내륙고속도로의 6번 교차로이다. 창녕읍, 대지면, 유어면 등지로 진출할 수 있고, 인근에 한국도로공사 창녕지사, 화왕산, 우포늪 등이 있다.

## 역사
- 1977년 12월 16일 : 구마고속도로 내서 ~ 팔달교 구간 개통과 함께 창녕군 창녕읍 직교리 위치에서 창녕 교차로라는 이름의 평면 교차로로 통행 개시[1]
- 1988년 11월 19일 : 입체 나들목 건설을 위해 경상남도 창녕군 창녕읍 ~ 대지면 3.21km 구간 도로구역 변경[2]
- 1995년 3월 24일 : 1995년 12월까지 나들목 요금소 신설을 위해 경상남도 창녕군 창녕읍 직교리 140m 구간 도로구역 변경[3]
- 1995년 11월 7일 : 구마고속도로 창녕 ~ 옥포 구간 왕복 4차로 확장 개통에 따른 나들목 이설 및 창녕 나들목으로 명칭 변경

## 구조물 정보
- 위치: 경상남도 창녕군 대지면 효정리, 창녕읍 직교리
- 영업소: 경상남도 창녕군 창녕읍 우포1대로 1513
- 한국도로공사 창녕지사: 경상남도 창녕군 창녕읍 우포유어농로 684

## 접속 가능한 도로
- 우포1대로 (국도 제20호선, 국도 제24호선, 국가지원지방도 제67호선)
- 간접 연결 : 지방도 제1080호선 (창녕대로, 우포2로)

## 교통량 정보
| 요금소        | 통행량 (대/일) | 통행량 (대/일) | 통행량 (대/일) | 통행량 (대/일) | 통행량 (대/일) | 통행량 (대/일) | 통행량 (대/일) | 통행량 (대/일) | 통행량 (대/일) | 통행량 (대/일) | 각주  |
| 요금소        | 2001년         | 2002년         | 2003년         | 2004년         | 2005년         | 2006년         | 2007년         | 2008년         | 2009년         | 2010년         | 각주  |
| ------------- | -------------- | -------------- | -------------- | -------------- | -------------- | -------------- | -------------- | -------------- | -------------- | -------------- | ----- |
| 창녕 (폐쇄식) | 3,430          | 3,775          | 3,527          | 3,175          | 3,083          | 2,838          | 2,861          | 2,924          | 3,020          | 3,189          | [ 4 ] |
| 요금소        | 2011년         | 2012년         | 2013년         | 2014년         | 2015년         | 2016년         | 2017년         | 2018년         | 2019년         |                | [ 4 ] |
| 창녕 (폐쇄식) | 3,343          | 3,296          | 3,393          | 3,374          | 3,358          | 3,361          | 3,218          | 3,156          | 3,141          |                | [ 4 ] |